# Eugène Onéguine (film)
Pour les articles homonymes, voir Eugène Onéguine (homonymie).
Pour plus de détails, voir Fiche technique et Distribution.
Eugène Onéguine (Евгений Онегин) est un film russe réalisé par Vassili Gontcharov, sorti en 1911. Le scénario est inspiré du roman éponyme d'Alexandre Pouchkine.

## Fiche technique
- Photographie : Louis Forestier

## Distribution
- Piotr Tchardynine : Eugène Onéguine
- Lioubov Variaguina
- Aleksandra Gotcharova
- Andreï Gromov
- Arseni Bibikov